# تشارلز غودفري ليلاند
تشارلز غودفري ليلاند (بالإنجليزية: Charles Godfrey Leland)‏ هو محرر وصحفي أمريكي، ولد في 15 أغسطس 1824 في فيلادلفيا في الولايات المتحدة، وتوفي في 20 مارس 1903 في فلورنسا في إيطاليا.

## وصلات خارجية
- تشارلز غودفري ليلاند على موقع الموسوعة البريطانية (الإنجليزية)
- تشارلز غودفري ليلاند على موقع إن إن دي بي (الإنجليزية)